# تنهایی با یکدیگر (ترانه آویچی)
«تنهایی با یکدیگر» (به انگلیسی: Lonely Together) ترانه‌ای دی‌جی سوئدی آویچی به‌همراه خوانندهٔ بریتانیایی ریتا اورا می‌باشد که در ۱۱ اوت سال ۲۰۱۷ به‌عنوان دومین تک‌آهنگ از آلبوم چندآهنگهٔ آویچی تحت عنوان آویچی (۰۱) منتشر گردید.